# Zhu Xi

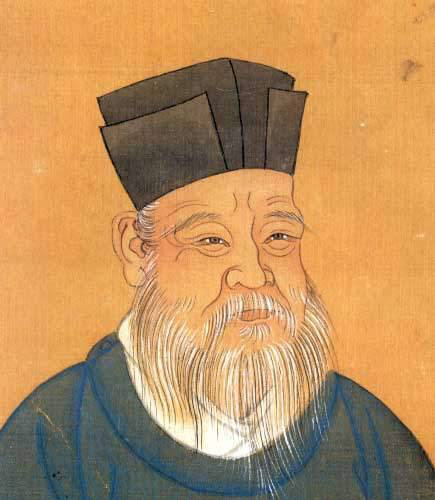
Zhu Xi

Zhu Xi sau Chu Hsi (în chineză: 朱熹) (n. 18 octombrie 1130 - d. 23 aprilie 1200) a fost un savant confucianist din Dinastia Song ce a devenit figura de bază a Școlii Principiilor și cel mai influent neo-confucianist din China. Acesta s-a născut în Youxi, în Provincia Fujian, însă locul morții sale este necunoscut, însă este știut că pe teritoriul Chinei.

## Realizări
Zhu Xi a realizat peste 70 de lucrări. A fondat de asemenea în Munții Wuyi și în alte locații, peste 50 de instituții private cu scop educațional, în care se predau materii de facultate. Se aproximează că acesta a predat câtorva mii de studenți. Câțiva dintre aceștia au devenit niște teologi faimoși în lumea chineză. Înainte de moartea sa, a corectat afirmațiile din cartea Învățăturile lui Confucius, care până în secolul 20, era materia din care să dădea examenul civililor. Zhu Xi a combinat Învățăturile lui Confucius cu Analectele lui Confucius și a format Cartea lui Mencius.